# 克雷林 (馬里蘭州)
克雷林（英語：Crellin）是位於美國馬里蘭州加勒特縣的一個普查規定居民點。

## 人口
根據2020年美國人口普查的數據，克雷林的面積為1.82平方千米，當中陸地面積為1.82平方千米，而水域面積為0.00平方千米。當地共有人口210人，而人口密度為每平方千米115.38人。